# Brunfelsia
Genre
Classification APG III (2009)
Brunfelsia est un genre de plantes à fleurs de la famille des Solanacées comptant une quarantaine d'espèces de buissons et de petits arbres d'Amérique tropicale. Les Brunfelsia sont souvent riches en alcaloïdes.
Carl von Linné les a nommés d'après le botaniste allemand Otto Brunfels (1488-1534).

## Espèces
| Section Brunfelsia - Brunfelsia acunae Hadac - Brunfelsia americana L. - Brunfelsia cestroides A. Rich. - Brunfelsia clarensis Britton & P. Wilson - Brunfelsia densifolia Krug & Urb. - Brunfelsia grisebachii Amshoff - Brunfelsia jamaicensis (Benth.) Griseb. - Brunfelsia lactea Krug & Urb. - Brunfelsia linearis Ekman - Brunfelsia macroloba Urb. - Brunfelsia maliformis Urb. - Brunfelsia membranacea Urb. - Brunfelsia nitida Benth. - Brunfelsia picardae Krug & Urb. - Brunfelsia plicata Urb. - Brunfelsia pluriflora Urb. - Brunfelsia portoricensis Krug & Urb. - Brunfelsia purpurea Griseb. - Brunfelsia shaferi Britton & P. Wilson - Brunfelsia sinuata A. Rich. - Brunfelsia splendida Urb. - Brunfelsia undulata Sw. | Section Franciscea - Brunfelsia australis Benth. - Brunfelsia boliviana Plowman - Brunfelsia bonodora (Vell.) J.F. Macbr. - Brunfelsia brasiliensis (Spreng.) L.B. Sm. & Downs - Brunfelsia chiricaspi Plowman - Brunfelsia cuneifolia J.A. Schmidt - Brunfelsia dwyeri D'Arcy - Brunfelsia grandiflora D. Don - Brunfelsia hydrangeiformis (Pohl) Benth. - Brunfelsia imatacana Plowman - Brunfelsia latifolia (Pohl) Benth. - Brunfelsia macrocarpa Plowman - Brunfelsia mire Monach. - Brunfelsia obovata Benth. - Brunfelsia pauciflora (Cham. & Schltdl.) Benth. - Brunfelsia pilosa Plowman - Brunfelsia rupestris Plowman - Brunfelsia uniflora (Pohl) D. Don | Section Guianenses - Brunfelsia amazonica C.V. Morton - Brunfelsia burchellii Plowman - Brunfelsia chocoensis Plowman - Brunfelsia clandestina Plowman - Brunfelsia guianensis Benth. - Brunfelsia martiana Plowman |